# Cephalops calvus
Cephalops calvus är en tvåvingeart som beskrevs av De Meyer 1990. Cephalops calvus ingår i släktet Cephalops och familjen ögonflugor.
Artens utbredningsområde är Angola. Inga underarter finns listade i Catalogue of Life.